# Jacopo Vagnucci
Jacopo Vagnucci, riportato anche come Giacomo Vannucci (Cortona, 1416 – Corciano, 1487), è stato un vescovo cattolico italiano, prima vescovo di Rimini dal 1448 al 1449, quindi vescovo di Perugia dal 1449 al 1482, anno in cui gli subentrò il nipote Dionisio (1482-1491).

## Carriera ecclesiastica
Fu personaggio di primissimo piano nel panorama politico, sociale, religioso, culturale ed artistico dello Stato Pontificio e, in modo particolare, della città di Perugia, sua patria d'adozione, che egli amò fino al punto di volervi essere sepolto, nonostante i forti legami con la città d'origine, Cortona. Il Vagnucci nacque a Cortona nel 1416, figlio di Francesco, dovizioso artigiano fiorentino appartenente all'arte dei Lanaioli. In quel periodo Niccolò Vagnucci, fratello di Francesco, priore della Certosa di Firenze era confidente del cardinale Tommaso Parentuccelli, futuro papa Niccolò V, del quale godeva la massima stima al punto di essere presente al suo letto di morte. Col credito goduto dallo zio Certosino la carriera ecclesiastica di Jacopo Vagnucci fu rapidissima. Onori, opere e benefici furono numerosi nella vita del prelato durante i pontificati di ben cinque papi.

### Durante il pontificato di
- Niccolò V (1447-1459). Nel 1449, Jacopo Vagnucci, già vescovo di Rimini fu eletto vescovo di Perugia; nel 1453 fu nominato tesoriere della Camera Apostolica, commendatario della Abbazia di Farneta ed insieme ai suoi familiari ottenne in enfiteusi la posta di Petrignano del Lago, eretta all'uopo feudo nobiliare pontificio.[3] Nel 1455 la famiglia Vagnucci insieme allo Spedale degli Innocenti, fondazione fiorentina promossa dai "Lanaioli", risultò proprietaria ed amministratrice di beni immobili nella posta di Valiano.[4] Nello stemma nobiliare della famiglia Vagnucci è rappresentato un orso ritto, coronato, tenente una zampa con tre rose: una rossa, una bianca, ed una verde.[5]
- Callisto III (1455-1458). Il Vagnucci fu nominato Referendario. Durante le feste natalizie del 1453, definito allegro ed amante degli esercizi del corpo, in una battuta di caccia nei dintorni di Montecassino ebbe modo di incontrarsi amichevolmente con le personalità più illustri dell'epoca: Maffeo Vegio, Flavio Biondo, Lorenzo Valla, il cardinale Enea Silvio Piccolomini futuro papa Pio II. Questi, riferendo l'incontro dei dotti con i cacciatori, menzionò Jacopo con la maggiore stima.[6]
- Pio II (1458-1464). Nel periodo delle ostilità fra Pio II e Sigismondo Malatesta, Jacopo fu nominato governatore di Fano. Nel 1462, Egli contribuì alla fondazione ed alla difesa del Monte di pietà di Perugia, prese parte alla difficile riforma delle istituzioni universitarie. Nel 1463, i Fiorentini, poco prima della morte di Pio II, raccomandarono al papa di nominare cardinale Jacopo Vagnucci, probabilmente già Cardinale in pectore,  onorato e potente in Palazzo.[2]
- Paolo II (1464-1471).Nel settembre del 1446, Jacopo vagnucci ebbe il governo di Spoleto, Narni ed Amelia.[2]
- Sisto IV (1471-1484). Jacopo, già Vicecamerlengo della Chiesa, durante l'assenza di Sisto IV, fu lasciato supremo reggitore della città di Roma. Nel 1473, Egli venne in possesso del Santo Anello "miracoloso", (venerato come l'anello nuziale della Madonna per il suo sposalizio con San Giuseppe. La reliquia, presente nella chiesa di Santa Mustiola di Chiusi fin dal 983, fu trafugata dal frate Winter di Magonza e donata da questi, appunto, al vescovo Vagnucci. Essa divenne oggetto di profonda e duratura devozione, nonché di una guerra mossa dalla città di Chiusi contro Perugia per ottenerne la restituzione.[7] Il Santo Anello è custodito all'interno di un pregevole reliquiario posto nella cappella della navata sinistra della Cattedrale di San Lorenzo ed ancor oggi, ogni 30 luglio, viene esposta al pubblico dei fedeli. Nel settembre del 1482 Jacopo cedette al nipote Dionigi la sede di Perugia riservandosi un terzo della rendita; si ritirò a Corciano nel castello di Pieve del Vescovo, ove morì il 28 gennaio 1487 ed ebbe sepoltura nel duomo di Perugia all'interno della cappella di Sant' Onofrio da lui terminata di costruire nel 1483, decorata con la pala di Luca Signorelli.[8]

## Committenze
Il Vagnucci è noto soprattutto per aver commissionato al concittadino Luca Signorelli il suo primo capolavoro, la splendida Pala di Sant'Onofrio nel Museo dell'Opera del Duomo di Perugia (1484). Un episodio rilevante, ma non isolato, in quanto punto di arrivo di un'attenzione costante verso tutte le arti, dall'architettura alla scultura, dalla pittura alla miniatura, dall'oreficeria all'arte vetraria. Delle cure del Vagnucci beneficiarono in primo luogo tre illustri "contenitori": la cattedrale di Perugia, il castello di Pieve del Vescovo presso Corciano e il futuro duomo di Cortona.

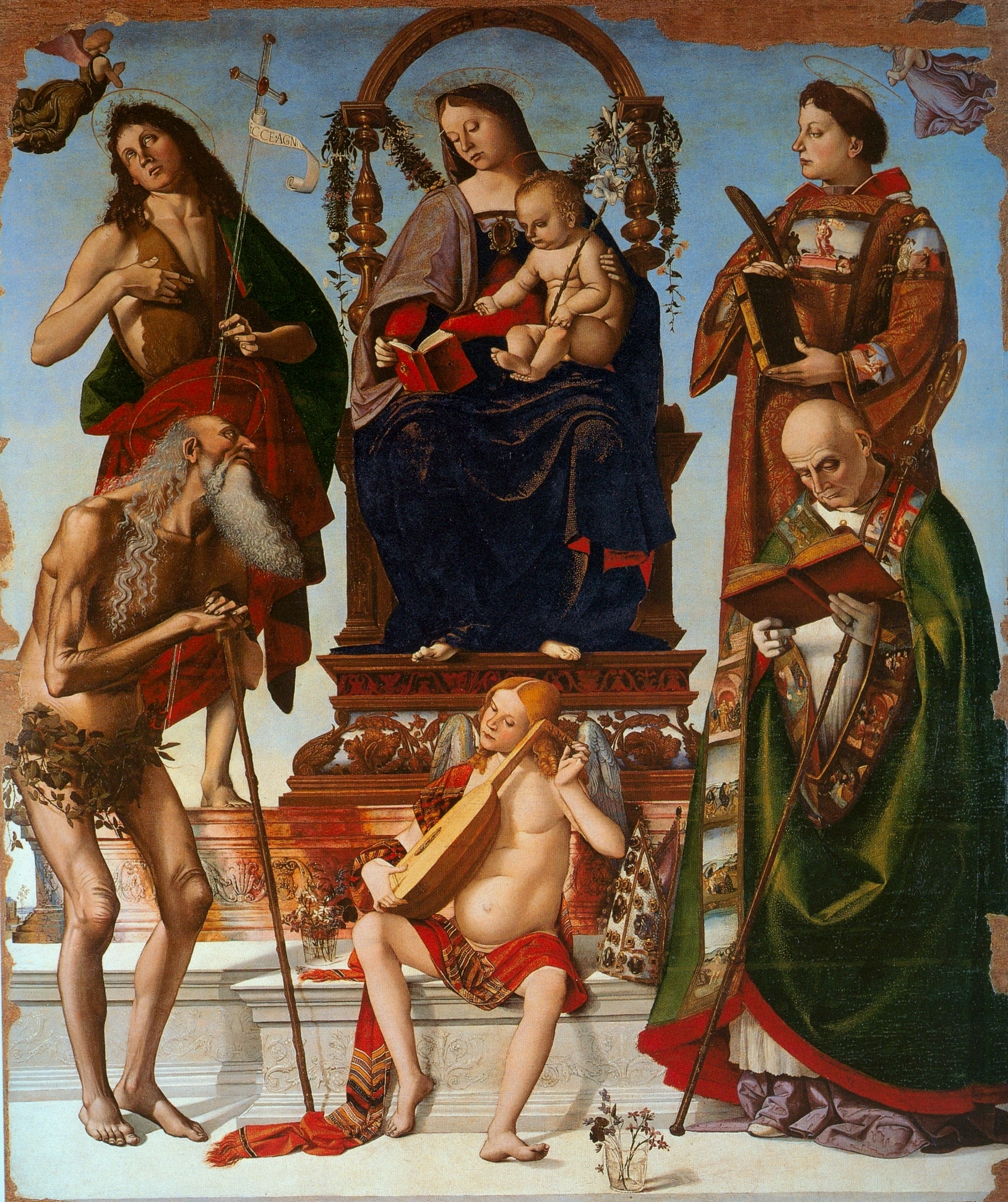
S.Onofrio - Jacopo Vagnucci

- Nella cattedrale di Perugia, alla cui ricostruzione e decorazione diede un contributo essenziale, imprimendovi un indirizzo di marca esplicitamente toscano-fiorentina, il Vagnucci chiamò lo scultore Agostino di Duccio e fece edificare la cappella di famiglia dedicata a sant'Onofrio (suo nume tutelare), commissionando a Signorelli la pala d'altare e a Bartolomeo Caporali i cartoni per la vetrata sovrastante: pala e vetrata, ridotte a "frammenti" dispersi in vari musei, sono state ricostruite nella loro strettissima unità, a formare uno dei programmi decorativi ed iconografici più organici e coerenti di tutto il Rinascimento perugino.[9]
- A Corciano fece ampliare e restaurare il castello di Pieve del Vescovo, dove trascorse in ritiro gli ultimi cinque anni della propria vita.
- A Cortona fece realizzare, per la cappella di famiglia nella Pieve di Santa Maria, lo splendido Reliquiario Vagnucci (1457), il cui piano iconografico ruota tutto intorno alla figura del committente (lo stemma vescovile e la città di Cortona), alle sue devozioni (Santa Margherita e Sant' Onofrio), al suo debito verso l'amato pontefice (Niccolò V).[10]